# Purpuricenus linsleyi
Purpuricenus linsleyi är en skalbaggsart som beskrevs av Chemsak 1961. Purpuricenus linsleyi ingår i släktet Purpuricenus och familjen långhorningar. Inga underarter finns listade i Catalogue of Life.